# Louis Charbonneau (Schriftsteller)
Louis Henry Charbonneau Jr. (* 20. Januar 1924 in Detroit, Michigan; † 11. Mai 2017 in Lomita, Kalifornien) war ein US-amerikanischer Autor, der Science-Fiction, Belletristik, Westernromane sowie Hörspiele schrieb.

## Leben
Louis Charbonneau war der Sohn des Anwalts Henry Charbonneau und von Mary Ellen, geborene Young. Er diente 1943 bis 1946 in der US Air Force in Großbritannien, wo er Hilda Sweeney kennen lernte, die er 1945 heiratete. Nach dem Krieg studierte er an der University of Detroit und erwarb 1950 den akademischen Grad eines Master of Arts. Von 1948 bis 1952 war er Dozent für Englische Literatur an der Universität Detroit. 1952 siedelte er nach Los Angeles über und arbeitete dort bis 1956 als Werbetexter bei der Mercury Advertising Agency, danach war er bis 1971 Journalist bei der Los Angeles Times. Von 1971 bis 1974 arbeitete er als freier Schriftsteller und war danach Lektor bei Security World Publishing.
1958 war sein erster Roman No Place on Earth erschienen. Von seinen insgesamt neun Science-Fiction-Romanen wurden sechs ins Deutsche übersetzt.
In den Jahren 1948 bis 1953 verfasste er eine Reihe von Hörspielen und 1963/1964 die Drehbücher für zwei Episoden der Fernsehserie The Outer Limits (Corpus Earthling, basierend auf dem gleichnamigen Roman von 1960, und Cry of Silence)
Seine zahlreichen Western-Romane veröffentlichte er unter dem Pseudonym Carter Travis Young.

## Bibliografie
als Louis Charbonneau:
- No Place on Earth (SF, 1958)
  - Deutsch: Flucht zu den Sternen. Übersetzt von Iris Foerster und Rolf H. Foerster. Goldmanns Zukunftsromane #11, 1960.
- Crucible (1958)
- Night of Violence (1959, auch als The Trapped Ones)
  - Deutsch: Nacht im Motel : Kriminal-Thriller. Übersetzt von Hans Georg Simon. Heyne-Bücher #1219, München 1966, DNB 456264361.
- Nor All Your Tears (1959, auch als The Time of Desire)
- Corpus Earthling (SF, 1960)
- Psychedelic-40 (SF, 1964)
  - Deutsch: Die Wunderdroge. Übersetzt von Hans-Ulrich Nichau. Goldmanns Zukunftsromane #66, München 1965, DNB 450769283.
- The Sentinel Stars (SF, 1963)
- Way Out (1966)
  - Deutsch: Heisse Nächte in Hollywood. Übersetzt von Alexandra Baumrucker und Gerhard Baumrucker. Goldmann-Kriminalromane #K. 592, München und Wollerau/Schweiz 1967, DNB 456264396.
- Down to Earth (SF, 1967, auch als Antic Earth)
  - Deutsch: Tod eines Roboters. Übersetzt von Tony Westrmayr. Goldmanns Zukunftsromane #73, 1967.
- The Sensitives (SF, 1968)
  - Deutsch: Die Übersinnlichen. Nach dem Drehbuch von Deane Romano. Übersetzt von Tony Westermayr. Goldmanns Weltraum Taschenbücher #0144, 1972, ISBN 3-442-23144-2.
- Intruder (1968)
  - Deutsch: Rache per Computer. Übersetzt von Otto Bayer. Ullstein #39154, Frankfurt/M. und Berlin 1986, ISBN 3-548-39154-0.
- Down from the Mountain (1969)
- Barrier World (1970)
  - Deutsch: Der Gott der Perfektion. Übersetzt von Tony Westermayr. Goldmanns Weltraum Taschenbücher #0132, 1971, ISBN 3-442-23132-9.
- Hope to Die (1970, auch als And Hope to Die)
  - Deutsch: Poker mit gezinkten Karten : Kriminalroman. Übersetzt von Wulf Bergner. Goldmann-Taschenkrimi #4073, München und Wollerau/Schweiz 1971, DNB 456264337.
- From a Dark Place (1974)
- Embryo (SF, 1976)
- Intruder (SF, 1979)
  - Deutsch: Rache per Computer (Ullstein, 1986)
- The Lair (1980)
- The Brea File (1983)
- Trail: The Story of the Lewis and Clark Expedition (1989)
- The Ice: A Novel of Antarctica (1991)
- Stalk: A Novel of Suspense (1992)
  - Deutsch: Die Treibjagd. Übersetzt von Angelika Bardeleben. Heyne-Bücher #10032, München 1996, ISBN 3-453-11628-3.
- White Harvest (1994)
  - Deutsch: Weisses Gold. Übersetzt von Wolfgang Buchalla. Heyne-Bücher #10286, München 1997, ISBN 3-453-12455-3.
- The Magnificent Siberian (1995)
- The Devil's Menagerie (1996)

als Carter Travis Young:
- The Sudden Gun (1960)
- The Wild Breed (1960)
- The Savage Plain (1961)
- Shadow of a Gun (1961)
- The Bitter Iron (1964)
- Long Boots, Hard Boots (1965)
- Why Did They Kill Charley ? (1967)
- Down from the Mountain (1969)
- Winchester Quarantine (1970)
- The Pocket Hunters (1972)
- Winter of the Coup (1972)
- The Captive (1973)
- Blaine's Law (1974)
- Guns of Darkness (1974)
- Red Grass (1976)
- Winter Drift (1980)
- The Smoking Hills (1988)